# Pedro de Godoy

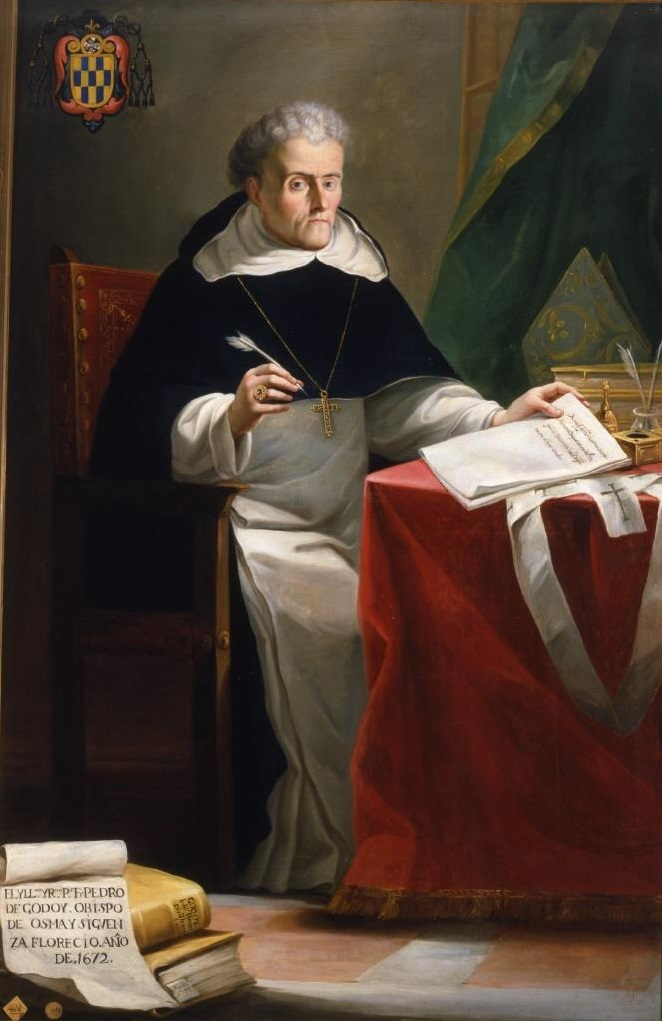
Fray Pedro de Godoy. Mariano Salvador Maella. 1798. (Real Academia de Bellas Artes de San Fernando).

Pedro de Godoy, O.P. (Aldeanueva de la Vera, 30 de abril de 1608-Sigüenza, 25 de enero de 1677), eclesiástico español.

## Biografía
Importante teólogo tomista español de la segunda mitad del siglo XVII, estudió en el convento de San Esteban de Salamanca del cual fue prior, ocupó las cátedras de Víspera y de Prima de Teología de Salamanca durante 25 años, hasta 1664. Entonces fue nombrado obispo de Osma y luego de Sigüenza.
Como teólogo representó la última figura destacada de la llamada Escuela de Salamanca. Destacan sus Disputaciones Teológicas sobre la obra de Santo Tomás de Aquino. Fueron editadas por primera vez en Osma en 1668.

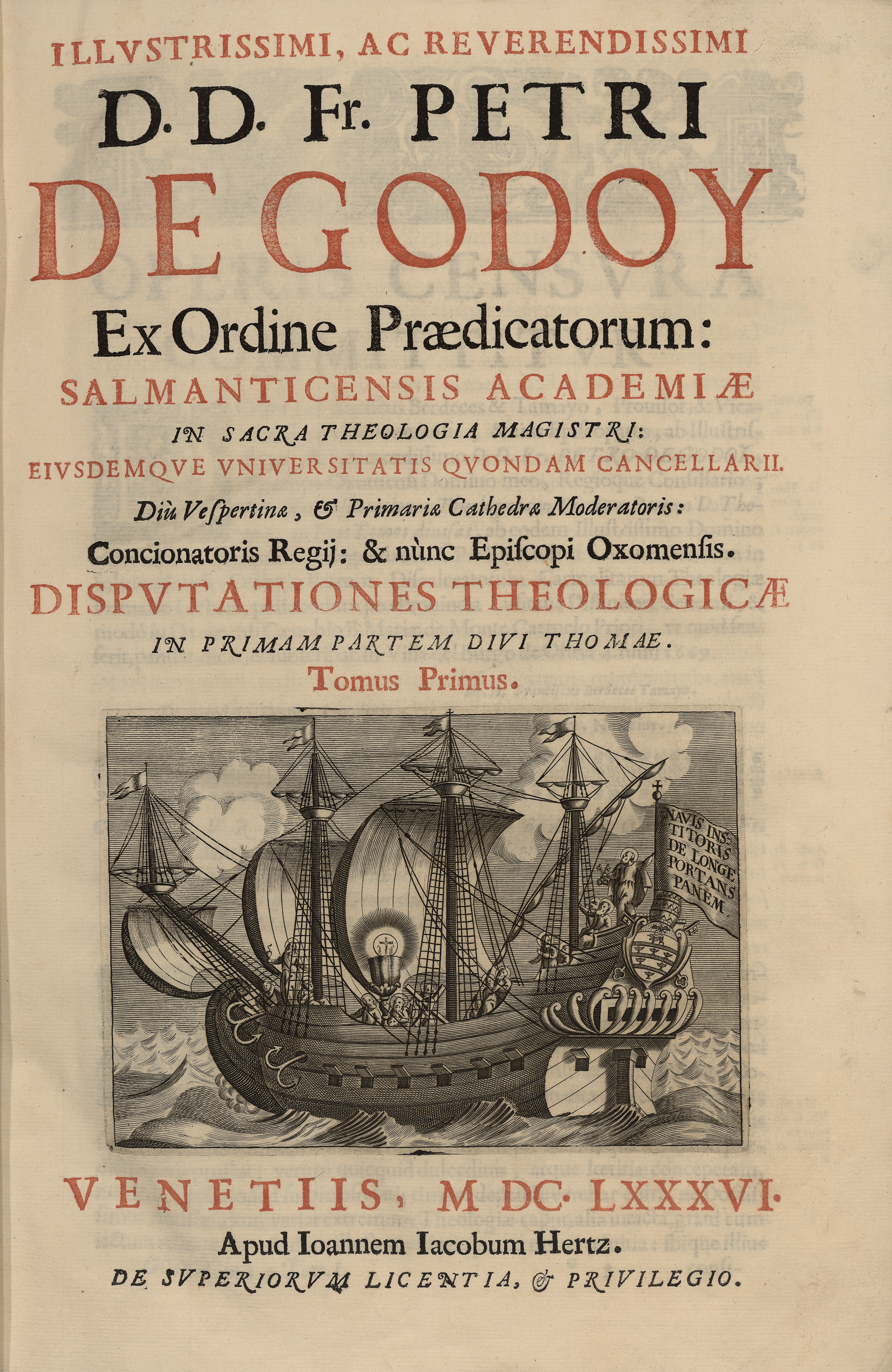
Disputationes theologicae, 1686

## Obras
- Disputationes theologicae Divi Thomae (Osma, 1666-71)
Amplio comentario de la Summa Theologiae de Santo Tomás de Aquino. Las Disputationes theologicae, que tuvo un éxito importante y que marcó el camino por el que evolucionarían las ideas doctrinales de la escuela de los dominicos.

| Predecesor: Alonso de Santo Tomás | Obispo de Osma 1663 – 1672     | Sucesor: Antonio de Isla y Mena |
| Predecesor: Frutos Patón de Ayala | Obispo de Sigüenza 1672 – 1677 | Sucesor: Tomás Carbonell        |